# Hasan Nizámulmulk
Hasan Nizámulmulk (též Nizám al-Mulk; vlastním jménem Abú ʿAlí al-Hasan ibn ʿAlí ibn Išáq at-Túsí; 10. dubna 1018 – 14. října 1092) byl velkovezír sultánů Seldžucké dynastie Alp-Arslana a Melik-šáha I. Jeho sláva je založena hlavně na skutečnosti, že od vraždy Alp-Arslana (1072) byl ve všech ohledech skutečným vládcem říše a vládl jí s obrovským úspěchem. Je tak v islámském světě považován za vzor ideálního vezíra, tedy ministra či guvernéra. Je také významný tím, že se stal první významnou obětí atentátu spáchaného asasíny.

## Život
Nizámulmulk se narodil v obci Radkan v Chorásánu. Jeho rodina patřila k tam usedlé perské pozemkové šlechtě. O jeho mládí je známo jen málo. Jeho otec sloužil Ghaznovcům jako daňový úředník. Když v roce 1040 Seldžuci dobyli Chorásán, uprchl jeho otec do Ghazny, kde mladý Hasan pravděpodobně dostal práci ve vládním aparátu. Kolem roku 1043 vstoupil do služeb Seldžuků, načež jej Alp-Arslan v roce 1063 jmenoval vezírem a udělil mu čestný titul Nizámulmulk (Nizám al-Mulk, titul znamenající Správce říše), pod nímž tento vysoký úředník vstoupil do dějin.
V důsledku moudré politiky Hasana Nizámulmulka zažívala říše hospodářský, kulturní a vědecký rozkvět. Obzvláště důležité je, že Nizámulmulk ve městech jako Bagdád, Amul, Isfahán, Nišápúr, Mosul, Basra a Herát založil madrasy, kam zval největší učence své doby. Z těchto škol, po něm nazývaných Nizámíja, byla nejdůležitější ta bagdádská. Kromě toho Nizámulmulk napsal důležité Pojednání o politice, ve kterém pomocí příběhů a anekdot vysvětluje svůj pohled na to, jak správně vládnout a spravovat říši. Kniha patří k prototypům literárního žánru „zrcadlo knížat“ a dokonce se říká, že ovlivnila pozdější evropské texty, jako je Machiavelliho Vladař.
Mezi politické cíle Alp-Arslana a Nizámulmulka patřilo:
- vytváření pracovních příležitostí pro četné Turkmeny, kteří se přistěhovali do Persie v důsledku seldžuckých válečných úspěchů a jejichž nomádský způsob života v některých případech představoval značnou hrozbu pro politickou a ekonomickou stabilitu země,
- demonstrace moci sultána (síla a mobilita jeho ozbrojených sil, ale také milosrdenství vůči kajícím se rebelům)
- zachování místních sunnitských i šíitských vládců jako vazalů sultána a intenzivní využívání příbuzných sultána jako provinčních guvernérů,
- zabránění sporu o nástupnictví v případě vladařovy smrti a
- udržování dobrých vztahů s abbásovským chalífátem.[8]

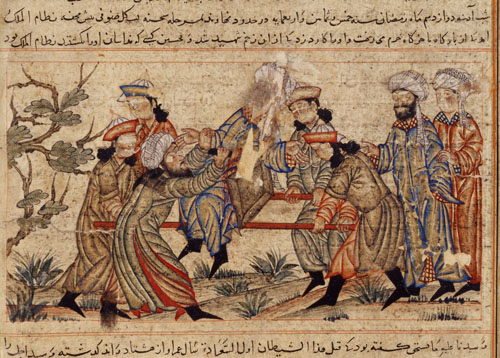
Atentát na Nizámulmulka, miniatura ze 14. století

Jako kdysi v vezíři Barmakidů, Nizámulmulk – který byl tehdejšími básníky a historiky považován za skvělého organizátora a ideálního vojáka a vědce – reprezentoval historickou, ale nyní silně islamizovanou perskou civilizaci v době dobytí Íránu „barbary“. Pouze díky němu se mohli turkičtí Seldžuci ve své nové vlasti etablovat jako opravdoví panovníci. Byl nejen vůdcem perského byrokratického státního aparátu (díván), ale i královského dvora (dargáh), a tak působil jako prostředník mezi těmito dvěma politicky a kulturně velmi odlišnými skupinami Íránců a Turků. Záhadný atentát na něj (první známá politická vražda spáchaná asasíny) v roce 1092, který šokoval šlechtu i dvůr říše, znamenal tak začátek konce seldžuckého impéria.